# Super Bowl XII
Super Bowl XII was de twaalfde editie van de Super Bowl, de American Football-finale tussen de kampioenen van de National Football Conference en de American Football Conference van 1977. De Super Bowl werd op 15 januari 1978 gehouden in de Louisiana Superdome in New Orleans. De Dallas Cowboys wonnen de wedstrijd met 27–10 tegen de Denver Broncos en werden zo de kampioen van de National Football League.

## Play-offs
Play-offs gespeeld na het reguliere seizoen.
| 1 | Denver Broncos (West-winnaar)          | Dallas Cowboys (Oost-winnaar)        |
| 2 | Baltimore Colts (Oost-winnaar)         | Los Angeles Rams (West-winnaar)      |
| 3 | Pittsburgh Steelers (Centraal-winnaar) | Minnesota Vikings (Centraal-winnaar) |
| 4 | Oakland Raiders                        | Chicago Bears                        |

|  | Divisional Play-offs            | Divisional Play-offs  |                              |    | NFC & AFC Championships | NFC & AFC Championships |  |  | Super Bowl XII | Super Bowl XII |
|  |                                 |                       |                              |    |                         |                         |  |  |                |                |
|  |                                 |                       |                              |    |                         |                         |  |  |                |                |
|  | Mile High Stadium, 24 dec.      |                       |                              |    |                         |                         |  |  |                |                |
|  |                                 |                       |                              |    |                         |                         |  |  |                |                |
|  | Denver Broncos                  | 34                    |                              |    |                         |                         |  |  |                |                |
|  | Denver Broncos                  | 34                    | Mile High Stadium, 1 jan.    |    |                         |                         |  |  |                |                |
|  | Pittsburgh Steelers             | 21                    |                              |    |                         |                         |  |  |                |                |
|  | Pittsburgh Steelers             | 21                    | Denver Broncos               | 20 |                         |                         |  |  |                |                |
|  | Memorial Stadium, 24 dec.       |                       | Denver Broncos               | 20 |                         |                         |  |  |                |                |
|  |                                 | Oakland Raiders       | 17                           |    |                         |                         |  |  |                |                |
|  | Baltimore Colts                 | Oakland Raiders       | 17                           | 31 |                         |                         |  |  |                |                |
|  | Baltimore Colts                 |                       | Louisiana Superdome, 15 jan. | 31 |                         |                         |  |  |                |                |
|  | Oakland Raiders                 | 37*                   |                              |    |                         |                         |  |  |                |                |
|  | Oakland Raiders                 | 37*                   | Denver Broncos               | 10 |                         |                         |  |  |                |                |
|  | Texas Stadium, 26 dec.          |                       | Denver Broncos               | 10 |                         |                         |  |  |                |                |
|  |                                 | Dallas Cowboys        | 27                           |    |                         |                         |  |  |                |                |
|  | Dallas Cowboys                  | Dallas Cowboys        | 27                           | 37 |                         |                         |  |  |                |                |
|  | Dallas Cowboys                  | Texas Stadium, 1 jan. |                              | 37 |                         |                         |  |  |                |                |
|  | Chicago Bears                   | 7                     |                              |    |                         |                         |  |  |                |                |
|  | Chicago Bears                   | 7                     | Dallas Cowboys               | 23 |                         |                         |  |  |                |                |
|  | L.A. Memorial Coliseum, 26 dec. |                       | Dallas Cowboys               | 23 |                         |                         |  |  |                |                |
|  |                                 | Minnesota Vikings     | 6                            |    |                         |                         |  |  |                |                |
|  | Los Angeles Rams                | Minnesota Vikings     | 6                            | 7  |                         |                         |  |  |                |                |
|  | Los Angeles Rams                |                       |                              | 7  |                         |                         |  |  |                |                |
|  | Minnesota Vikings               | 14                    |                              |    |                         |                         |  |  |                |                |
|  | Minnesota Vikings               | 14                    |                              |    |                         |                         |  |  |                |                |

* Na verlenging